# Vanished
Vanished è una serie televisiva serializzata statunitense di soli 13 episodi prodotta dalla Twentieth Century Fox. Ha debuttato negli Stati Uniti il 21 agosto 2006 su Fox e l'ultima puntata è andata in onda il 12 febbraio 2007. Ambientato ad Atlanta (Georgia), il serial inizia con l'improvvisa scomparsa della moglie del senatore della Georgia, Jeffrey Collins, che presto si rivela essere parte di una più ampia cospirazione. La famiglia della donna scomparsa, una coppia di agenti dell'FBI, una giornalista televisiva e il suo cameraman (nonché amante), vengono tutti coinvolti in un mistero che si evolve gradualmente e che ha delle sfumature politiche e religiose.
In Italia, la prima e unica stagione è stata trasmessa in prima visione assoluta dall'11 giugno 2008 al 25 luglio 2008 su Italia 1.
La serie è stata creata da Josh Berman, autore di CSI - Scena del crimine, e i suoi produttori esecutivi sono Mimi Leder, che ne è anche regista, e Paul Redford.
Il 26 ottobre 2006, la rivista statunitense USA Today ha riferito che i 22 episodi previsti per la serie sarebbero stati ridotti a 13 L'arco narrativo della ricerca di Sara Collins doveva essere conclusa, lasciando in sospeso il mistero di una più ampia cospirazione nel caso la serie fosse stata prolungata. Il 16 novembre 2006, l'emittente televisiva statunitense Fox ha confermato che la serie sarebbe terminata con un episodio finale da trasmettere in dicembre.
L'8 dicembre 2006, l'episodio finale di Vanished è apparso on-line. Al team di produzione fu detto, alcuni mesi prima che la trasmissione della serie fosse interrotta, di svelare almeno il destino di Sara entro il tredicesimo episodio, ma tutte le altre vicende sono rimaste irrisolte.
Secondo quanto riportato dalla giornalista Kristin dos Santos sul sito E! Online il 23 luglio 2007, il mistero di Vanished si sarebbe potuto risolvere durante la terza stagione della serie televisiva Bones. Lo sciopero della Writers Guild of America del 2007-2008 ne ha tuttavia accorciato la stagione e la conclusione non è mai stata sviluppata.

## Episodi
| Stagione       | Episodi | Prima TV originale | Prima TV Italia |
| -------------- | ------- | ------------------ | --------------- |
| Prima stagione | 13      | 2006-2007          | 2008            |

## Cast

### Personaggi principali
- Gale Harold: agente Graham Kelton
- Eddie Cibrian: Agente Daniel Lucas
- John Allen Nelson: senatore Jeffrey Collins
- Joanne Kelly: Sara Collins
- Rebecca Gayheart: Judy Nash
- Margarita Levieva: Marcy Collins
- John Patrick Amedori: Max Collins
- Christopher Egan: Ben Wilson
- Ming-Na: agente Lin Mei

### Personaggi ricorrenti
- Esai Morales: Agente Michael Tyner
- Penelope Ann Miller: Jessica Nevins
- Christopher Cousins: giudice Wallace Rainer
- Robert Hoffman: Adam Putnam
- David Berman: Edward Dockery
- Bianca Kajlich: Quinn Keeler

### Guest Stars
- A.J. Cook: Hope
- Gary Werntz: Edward Morell
- Christopher Neame: Claude Alexander
- Josh Hopkins: Peter Manning
- Leslie Odom Jr.: Malik Christo
- Joseph C. Phillips: J.T. Morse
- Michael Harney: Robert Rubia
- Gale Harold: cadavere di Graham Kelton
- Brandon Quinn: Mark Valera
- Randy Oglesby: Signor Jerome
- Robin Pearson Rose: Signora Jerome
- Penelope Ann Miller: Jessica Nevins
- Michael O'Keefe: Bob Nagel
- Juliette Goglia: Becca Jerome
- Arie Verveen: Aaron Hensliegh
- Tom Schmid: Crane

## Politici fittizi

### Senatori che votano per il giudice Wallace Rainer
- Senatore Richard Mazarra (R) Carolina del Sud
- Senatrice Diana Carroll (D) Nuovo Messico
- Senatrice Jessica Kerman (R) Alabama
- Senatore Michael Patterson (D) Alaska
- Senatore Lauch MacDonald (R) Michigan
- Senatore Mack Wellton (D) Vermont
- Senatore Bob Sexington (D) Wyoming
- Senatore Roy Buckdonis (D) Delaware
- Senatore Joe Wellson (R) Ohio
- Senatore Jeffrey Collins (R) Georgia
  - Eletto nel 1998.

### Senatori che votano contro il giudice Wallace Rainer
- Senatore Kristin Stratton (D) Indiana
- Senatrice Patricia Houston (R) Texas
- Senatrice Helene Coleman (R) Nebraska
- Senatrice Lynn Taos-Kahn (R) Kansas
- Senatore Benjamin Lassiter (R) New York
- Senatore Jon Cunningham (D) Montana
- Senatore Kyl Ventress (R) Arizona
- Senatrice Ellery Bultman (D) Arkansas

### Altri
- Senatore Lincoln Daley (R) Texas
- Former Senator Eugene Collins (R) Georgia

### Rappresentanti
- Rappresentante Allen Leonard (R) Georgia
- Rappresentante Warren Upton (D) Georgia

### Sindaci
- Sindaco Curtis McNeal (D) Atlanta, Georgia

### Corte suprema
- Giudice Wallace Rainer
  - Assassinato da Ben Wilson
- Giudice Alexander Thomas
- Giudice Gil Prescott
- Giudice Elizabeth Mulright

### Membri del consiglio
- Deputato Robert Rubia

### Altri politici
Quella che segue è la lista di politici che morirono mentre erano in carica a causa di un incidente aereo.
- Governatore Mel Carnahan (D) Missouri
- Senatore Jack Wellstrom (D) Minnesota
- Senatore Hugh Cullen (R) Wyoming
- Senatrice Christine Turner (R) Louisiana

## Internazionale
| Paese           | Canali TV                                | Prima TV                                     | Programmazione |
| --------------- | ---------------------------------------- | -------------------------------------------- | --- |
| Argentina       | Canal Fox                                | 4 gennaio 2007                               | Giovedì 22:00 |
| Australia       | Channel Seven (prima tv) FOX8 (repliche) | 4 dicembre 2006 26 giugno 2007               | - Lunedì 21:30 (dicembre 2006 - gennaio 2007) - Lunedì 22:30 (gennaio 2007) - Lunedì 23:30 (febbraio 2007) - Martedì 21:30 (FOX8) |
| Belgio          | PRIME (pay TV) KanaalTwee                | gennaio - marzo 2007 agosto - settembre 2007 | - Lunedì 20:00 (PRIME) - Domenica 22:05 (KANAALTWEE)                                                                              |
| Brasile         | Canal Fox                                | 4 gennaio 2007                               | Mercoledì 22:00 |
| Canada          | Global Television                        | 21 agosto 2006                               | |
| Cile            | Canal Fox                                | 4 gennaio 2007                               | Giovedì 22:00 |
| Croazia         | RTL Televizija                           | 30 settembre 2007                            | Domenica e lunedì 20:55 |
| Danimarca       | TV3                                      |                                              | Martedì 22:00 |
| Filippine       | Studio 23                                | 27 febbraio 2007                             | Martedì 21:30 |
| Finlandia       | MTV3                                     | 27 febbraio 2007                             | Martedì 21:00 |
| Francia         | M6                                       | 24 gennaio 2008                              | Giovedì 21:40 |
| Irlanda         | TG4                                      | 21 aprile 2008                               | Lunedì 21:30 |
| Islanda         | Sirkus                                   |                                              | |
| Italia          | Italia 1                                 | 11 giugno 2008                               | Mercoledì e venerdì 21:10 |
| Malaysia        | 8TV                                      | giugno 2007                                  | Giovedì 21:30 |
| Messico         | Canal Fox                                | 4 gennaio 2007                               | Giovedì 22:00 |
| Norvegia        | TV3TV3                                   |                                              | |
| Regno Unito     | Five                                     | 3 giugno 2007                                | Domenica 22:00 |
| Repubblica Ceca | Prima                                    | 12 novembre 2007                             | Lunedì 21:20 |
| Spagna          | La Sexta                                 |                                              | Sabato 21:55 |
| Svezia          | TV3TV3                                   |                                              | |
| Thailandia      | True Series                              | 20 marzo 2007                                | |
| Turchia         | Fox Life                                 |                                              | |
| USA             | Fox Broadcasting Company                 | 21 agosto 2006                               | - Lunedì 21:00 ET (agosto 2006 - ottobre 2006) - Venerdì 20:00 ET (novembre 2006)                                                 |